# باذنجان أفريقي
الباذنجان الأفريقي (الاسم العلمي: Solanum campylacanthum) هو نوع من النباتات العشبية التي تنتمي لعائلة الباذنجانيات، وتنتشر زراعته في شرق ووسط وجنوب إفريقيا حيث ينمو في المراعي والسافانا والغابات مثل غابات المرتفعات الكينية. ثمار نبات الباذنجان الأفريقي سامة، وعلى الرغم من ذلك، فإنها تُستخدم للعديد من الأغراض الطبية.

## الوصف
ينمو نبات الباذنجان الأفريقي على هيئة شجيرة يتراوح ارتفاعها ما بين 1.5 - 5 مترًا، وتكون سيقانها أحيانا مغطاة بأشواك صغيرة ومستقيمة، وتكون ذات أوراق كبيرة بيضاوية أو رمحية الشكل خضراء داكنة اللون من الأعلى وشاحبة ومدببة من الأسفل ومغطاة بأشواك صغيرة يبلغ طولها 1 مم، وتكون أزهار النبات صغيرة بيضاء أو أرجوانية اللون تتجمع في شكل عناقيد، أما ثمار النبات فتكون صغيرة الحجم كروية الشكل وخضراء اللون ثم تُصبح برتقالية أو صفراء اللون عندما تنضج.

## الموطن
ينتشر نبات الباذنجان الأفريقي في أجزاء واسعة من شرق ووسط وجنوب أفريقيا، ولاسيما في إثيوبيا وكينيا وموزمبيق.

## السمية
على الرغم من شيوع تناول العديد من ثمار نباتات فصيلة الباذنجانيات كطعام كالطماطم والبطاطس، فإن معظم الأنواع النباتية التي تنتمي لهذه العائلة تحتوي أيضًا على قلويدات سامة. وفي حين أن هذه القلويدات يمكن أن تجعل النبات مفيدًا في علاج مجموعة من الحالات الطبية، إلا أنها يمكن أن تسبب أيضًا بعض المشكلات الصحية مثل الغثيان والقيء وسيلان اللعاب والنعاس وآلام البطن والإسهال والوهن والاكتئاب التنفسي، وبالتالي لا ينصح بتناول أي جزء من أجزاء نباتات هذه العائلة ما لم يكن معروفا بالضبط مدى صلاحية استخدام ذلك الجزء للأكل. تكون ثمار الباذنجان الأفريقي غير الناضجة سامة للماشية، وهي أكثر سمية للأغنام وأقل سمية للماعز.

## الاستخدامات
يُستخدم نبات الباذنجان الأفريقي على نطاق واسع في الطب التقليدي كعلاج لعدد من الأمراض منها الأمراض الجلدية واضطرابات الجهاز الهضمي والحمى والالتهابات وآلام المفاصل.